# Sajósenye
Sajósenye is een plaats (község) en gemeente in het Hongaarse comitaat Borsod-Abaúj-Zemplén. Sajósenye telt 452 inwoners (2001).